# 知多市立旭東小学校
知多市立旭東小学校（ちたしりつきょくとうしょうがっこう）は、愛知県知多市大興寺にある公立小学校。

## 概要
- 校区は新舞子の一部、日長台、旭桃台、大興寺の一部、新長根1-3丁目、山屋敷1-3丁目、中原1-4丁目、新刀池1・2丁目、大僧1-4丁目、東大僧11-3丁目、新広見、日長の一部、金沢の一部、新舞子の一部である。公立中学校に進学する場合は知多市立旭南中学校に進む[1]。

## 沿革
- 元々この地域には知多町立旭東小学校が存在したが、知多町の小学校統廃合により、旭東小学校、旭南小学校〈旧〉、知多町立旭南小学校新舞子分校が統合し、旭南小学校〈新〉の開校により廃校となった。その後、地域の児童数増加により、知多市立旭東小学校として再独立している。ここでは1961年まで存在した知多町立旭東小学校についても記述する。
- 知多町立旭東小学校の所在地は、当時の知多郡知多町大興寺字里290（現在の知多市大興寺字里290）であり、知多市立旭東小学校とは所在地が異なる。

### 知多町立旭東小学校
- 1873年（明治6年） - 大興寺村に大興寺学校が開校する。
- 1878年（明治11年）12月28日 - 羽根村、北粕谷村、南粕谷村、大興寺村、大草村が合併し、金沢村となる
- 1881年（明治14年） - 金沢村が金沢村（旧・金沢村、羽根村）、南粕谷村、大興寺村、大草村に分立する
- 1887年（明治20年）4月 - 北粕谷学校、南粕谷学校、大興寺学校を統合し、尋常小学南粕谷学校となる。
- 1888年（明治21年） - 大興寺村に尋常小学金沢学校大興寺分教場を設置する。
- 1889年（明治22年）10月1日 - 金沢村、南粕谷村、大興寺村、大草村が合併し、金沢村が発足。
- 1892年（明治25年） - 金沢尋常小学校大興寺分教場に改称する。
- 1906年（明治39年）4月10日 - 金沢村と日長村と合併し旭村が発足する。
- 1907年（明治40年） - 大興寺分教場が大興寺尋常小学校として独立する。
- 1909年（明治42年） - 旭東尋常小学校に改称する。
- 1910年（明治43年） - 校舎を増築する。
- 1918年（大正7年） - 実業補習学校を併設する。
- 1941年（昭和16年）4月1日 - 旭東国民学校に改称する。
- 1947年（昭和22年）4月1日 - 旭村立旭東小学校に改称する。
- 1952年（昭和27年）4月1日 - 旭村が町制施行し、旭町となる。同時に旭町立旭東小学校に改称する。
- 1961年（昭和36年）4月 - 旭南小学校〈旧〉、旭南小学校新舞子分校、旭東小学校〈旧〉を統合し、知多町立旭南小学校〈新〉となる。同時に旭東小学校は廃止となる。

### 知多市立旭東小学校
- 1981年（昭和56年）
  - 4月1日 - 知多市立旭南小学校から分離し、知多市立旭東小学校として開校。
  - 4月10日 - 開校式を行う。
- 1982年（昭和57年） - 体育館が完成する。

## 交通アクセス
- 知多バス日長団地線「旭公園前」バス停より徒歩約8分。

## 周辺施設
- 知多市立旭南中学校
- 知多市老人福祉センター
- 旭公園
- 知多日長台郵便局